# Oscar Bonivento
Oscar Bonivento (San Lorenzo di Umago, 27 novembre 1914 – Bologna, 1º ottobre 2012) è stato un compositore di scacchi italiano.

## Biografia
Nato in una famiglia istriana durante il primo conflitto mondiale, fu "deportato" dall’Istria assieme alla famiglia, a causa delle tensioni tra le varie popolazioni coinvolte nella guerra, in un campo profughi a Boscotrecase, vicino a Napoli. Ritornato a San Lorenzo studiò a Isola e a Capodistria, dove sviluppò la passione per gli scacchi, con l'insegnamento della mamma, per la poesia, per la filosofia e per la letteratura. Studiò all’Università di Bologna dove si laureò in Lettere e Filosofia il 31 ottobre del 1938, con la tesi sulla morale di Hume e di Kant. Tuttavia, grazie alla presenza della sorella e della madre non lasciò mai abbandonata la propria casa a San Lorenzo di Umago, anche se ciò non fu sufficiente a sottrarre alla confisca dei beni degli italiani residenti in Italia. Nel novembre del 1939 sposò Teresa Bottoni a Bologna, con la quale darà alla luce a due figli, Adriana e Claudio. 
Con il secondo conflitto mondiale alle porte Oscar, arruolato nell’esercito italiano come carrista del 3 reggimento di carristi fin dal 1938, venne inviato a Bengasi in Libia il 2 giugno 1939 restandovi fino al trasferimento successivo nel 1944, mentre la sua famiglia da Bologna andò a Sant’Andrea d’Ozzano in una casa di proprietà dei datori di lavoro del padre di Teresa, casa nella quale nascerà sua figlia. Con la caduta del governo di Mussolini, dopo l’8 settembre 1943, Oscar inizialmente rifiutò di presentarsi ai soldati tedeschi ma dopo varie minacce e intimidazioni prese parte all’esercito della Repubblica di Salò e fu trasferito a Verona nel febbraio 1944. Tuttavia egli per tutta la permanenza a Verona dichiarò nei suoi diari di non seguire gli ideali fascisti e nazisti, anzi aiutò alcuni suoi commilitoni a disertare. Inoltre, sempre nei suoi diari, affermò di aver partecipato alla liberazione dell’Onorevole Roveda dal carcere Scalzi di Verona, collaborando alla fuga assieme al compagno Sottotenente Lega. 
Dopo il secondo conflitto mondiale si trasferì definitivamente a Bologna, dove ha risieduto fino alla morte, avvenuta nel 2012 all'età di quasi 98 anni. Ha svolto la professione di insegnante di lettere nelle scuole medie, e poi di storia e filosofia nei licei.
Come compositore di problemi scacchistici egli ne compose più di 300, principalmente diretti in due e tre mosse e aiutomatti, di cui circa un quarto furono premiati.
- Nel 1972 la FIDE lo ha nominato Giudice Internazionale per la composizione.[1]
- Vinse il campionato italiano di soluzione problemi nel 1957, 1961 e 1964. Ottenne il quinto posto nel campionato mondiale di composizione problemi 1972-1975.[2]
- È stato redattore della rubrica problemistica di varie riviste: Bologna Scacchi dal 1961 al 1971; Il Due Mosse, dal 1959 al 1962; L'Italia Scacchistica, ininterrottamente dal 1965 (in seguito anche della sezione studi).
- Nel 1988 ha ricevuto dall'AMIS (Associazione Italiana Maestri di Scacchi) il «Premio Gioacchino Greco», nella sezione "una vita per gli scacchi".
- Nel 2009, per celebrare il suo 95º compleanno, il presidente della FSI, Gianpietro Pagnoncelli gli ha consegnato a Salsomaggiore Terme il «Premio Paolo Bertellini», alla memoria del fondatore del circolo scacchistico di Salsomaggiore.[3]

## Pubblicazioni
Bonivento ha scritto diversi libri sui problemi di scacchi, questa la bibliografia completa::
- Antologia dei problemisti italiani, L'Italia Scacchistica, Milano 1964
- Nuova Antologia dei problemisti italiani, Edizioni Scacco!, Mondovì 1992
- Ettore Volta-L'attività problemistica, pubblicato in proprio, Bologna 1994
- Raccolta completa dei 933 problemi di Ottavio Stocchi, Scacchi e Scienze Applicate, Venezia 1995
- L'opera compositiva di Alberto Mari, L'Italia Scacchistica, Milano 1999
- Problemi - Opera Omnia, Scacchi e Scienze Applicate, Venezia 2001
- La genialità compositiva di Giorgio Guidelli, Scacchi e Scienze Applicate, Venezia 2004
- Realismo e Romanticismo nell'arte problemistica di Antonio Bottacchi, pubblicato in proprio, Bologna 2005
- Una splendente meteora nel Problemismo italiano del 900: Guido Cristoffanini, pubblicato in proprio, Bologna 2006 (coautore: Ivo Fasiori)
- Compositori scacchisti italiani della seconda metà dell'800, pubblicato in proprio, Bologna 2007 (coautore: Ivo Fasiori)
- Compositori scacchisti emiliani della seconda metà del 900 a oggi, pubblicato in proprio, Bologna 2008 (coautore: Ivo Fasiori)
- Raccolta antologica compositori italiani in attività ed Errata-Corrige opere Bonivento, Brogi, Di Vincenzi, Mentasti e Mirri, pubblicato in proprio, Bologna 2009 (coautore: Ivo Fasiori)
- Raccolta antologica composizioni di Autori Scacchistici italiani non viventi (1921-2006), pubblicato in proprio, Bologna 2010 (coautore: Ivo Fasiori)
- Composizioni classificate-citabili di Autori Italiani 1913-2005 non presentate nelle opere precedenti, pubblicato in proprio, Bologna 2011 (coautore: Ivo Fasiori)